# Lepa Radić
Pour les articles homonymes, voir Lepa (homonymie).
Lepa Svetozara Radić (Лепа Светозара Радић ; 1925-1943) est une membre des partisans yougoslaves exécutée à l'âge de 17 ans pour avoir tiré sur des soldats allemands pendant la Seconde Guerre mondiale. Alors que ses ravisseurs attachaient le nœud coulant autour de son cou, ils lui ont offert un moyen de sortir de la potence en révélant l'identité de ses camarades et de ses dirigeants. Elle a répondu qu'elle n'était pas une traîtresse et que ses camarades se révéleraient lorsqu'ils vengeraient sa mort. Elle est la plus jeune titulaire de l'ordre du Héros national du Peuple yougoslave, qui lui fut décerné à titre posthume le 20 décembre 1951.

## Exécution
Cette jeune femme fut exécutée par pendaison publique à Bosanska Krupa, en Bosnie, en janvier ou février 1943. Une branche d'arbre servit de gibet. Dans ses dernières minutes de vie, les Allemands lui ont proposé de lui épargner la vie en échange des noms de ses complices, elle a refusé en disant : « Je ne suis pas un traître à mon peuple. Ceux à qui vous demanderez se feront connaître quand ils auront réussi à anéantir tous les malfaiteurs, jusqu'au dernier. ». Cette exécution, comme celle d'autres victimes féminines des troupes allemandes, était destinée à servir d'horrible exemple à la population. Cette mort cruelle, infamante, lente (corde fine), était destinée à frapper les esprits et aussi à servir de divertissement morbide aux soldats allemands. Il semble que le corps de Lepa Radić soit resté exposé plusieurs jours au bout de la corde,.

## Réhabilitation
Les autorités yougoslaves l'ont honorée avec l'ordre du Héros national et une école porte son nom. Son lieu de sépulture est inconnu.

## Galerie

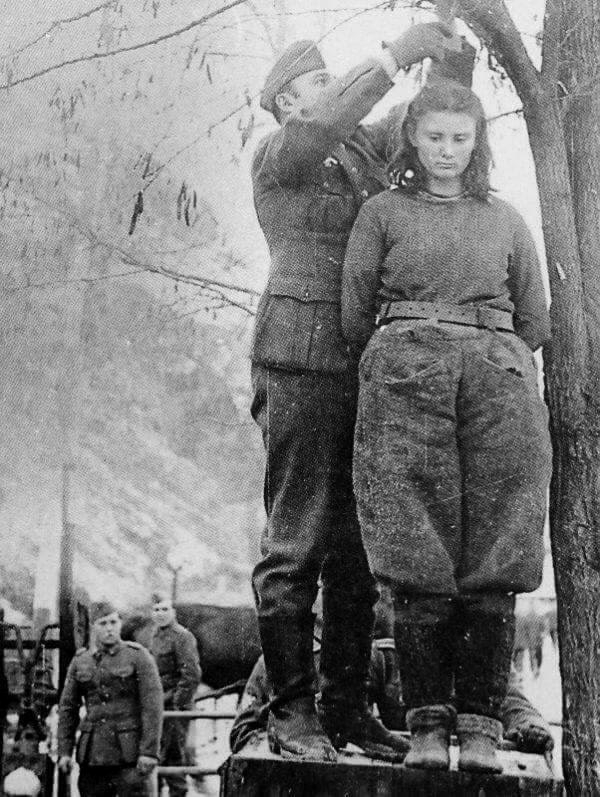
Photo de l'exécution de Lepa Radić.
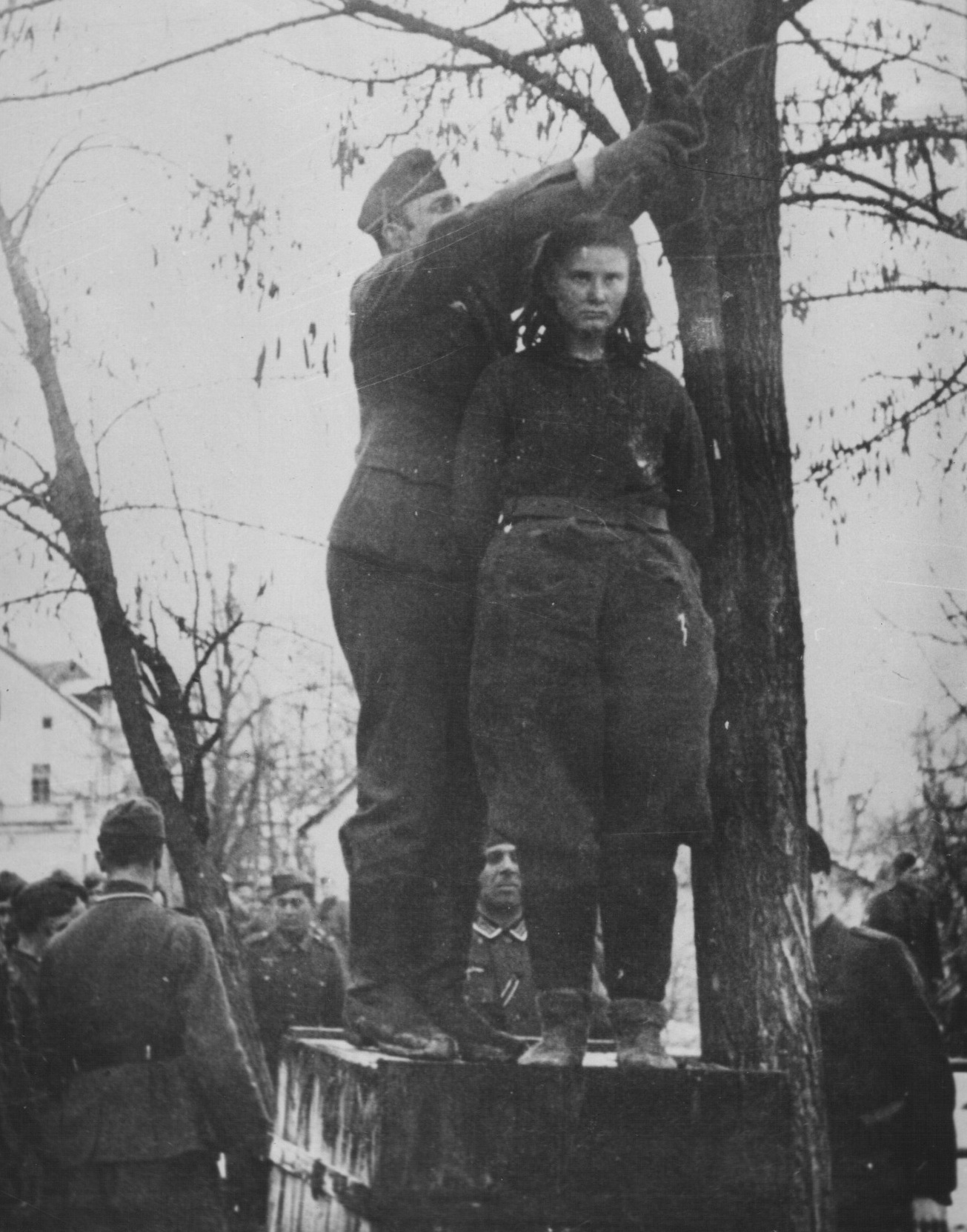
Autre photographie.
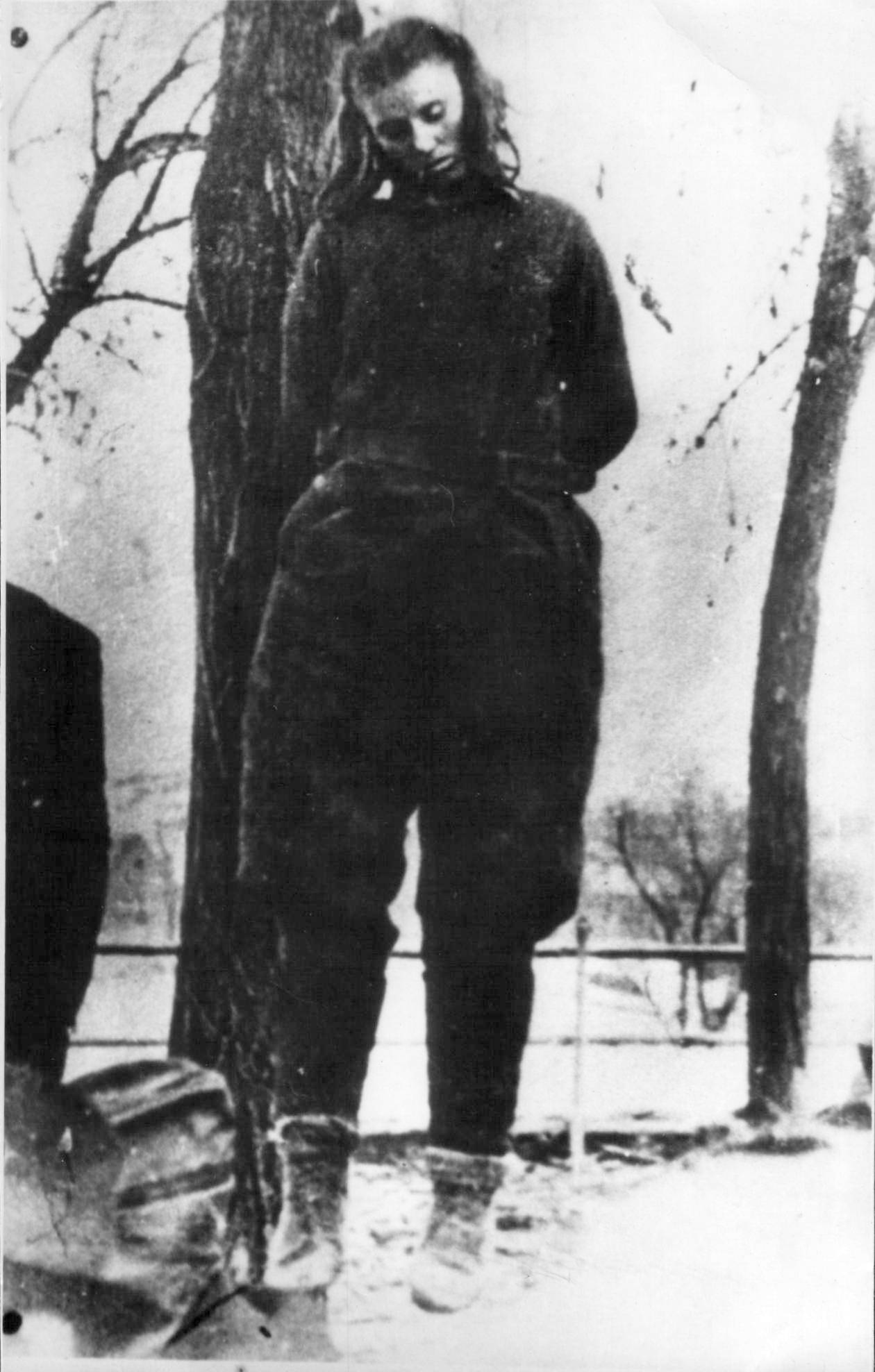
Le corps, pendu.
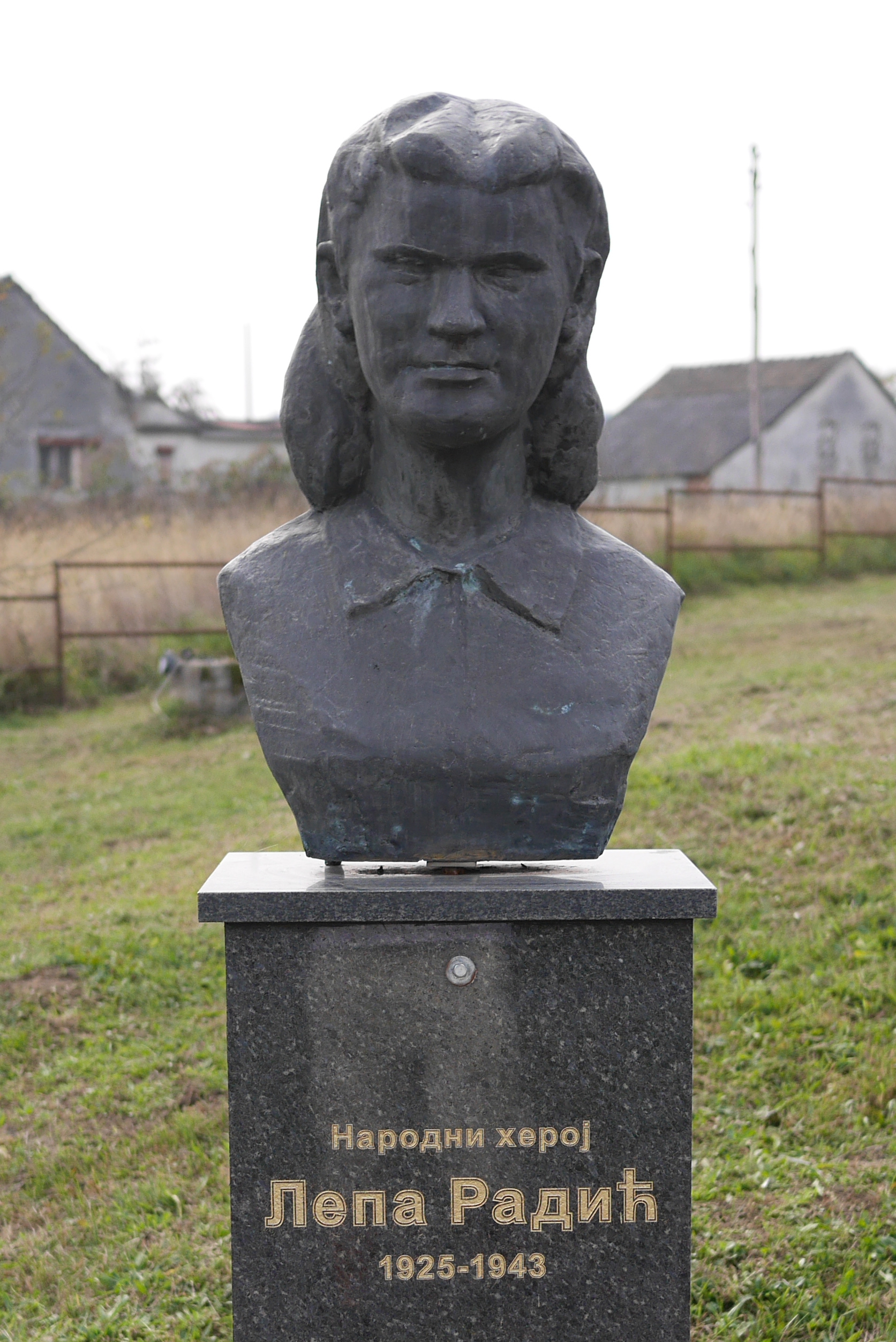
Buste en hommage à Lepa Radić.

### Biélorussie
- Les Pendus de Minsk.

### Autres pays occupés
- Maria Kislyak (Ukraine)